# Amapola Flyg

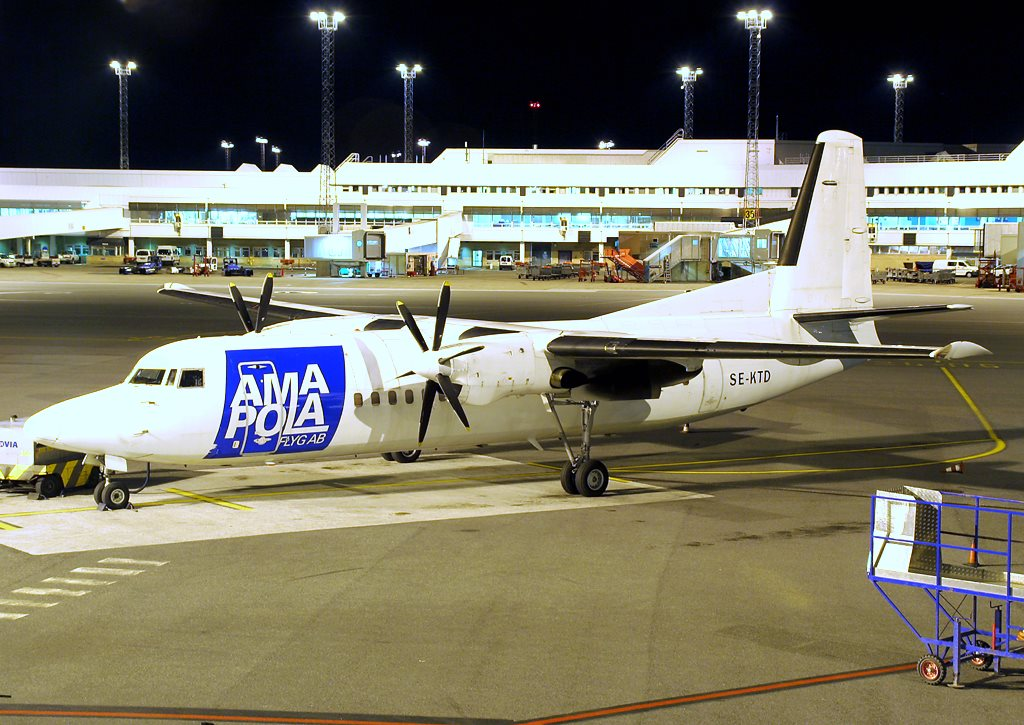
Fokker 50 de Amapola Flyg

Amapola Flyg es una línea aérea de carga con sede en Estocolmo, Suecia. Opera servicios de carga en nombre de Posten (Oficina de correos sueca), Jetpak y MiniLiner desde Aeropuerto de Maastricht Aquisgrán y su base principal es en el Aeropuerto de Estocolmo-Arlanda.

## Historia
La aerolínea se estableció e inició operaciones en 2004 para hacerse cargo de los servicios postales previamente operados por Falcon Air. Es propiedad de Salenia (una compañía de inversión sueca) y tiene unos 50 empleados.
El 1 de julio de 2018, Amapola Flyg comenzó el tráfico aéreo de pasajeros con rutas regionales en Suecia, ya que su propio avión de pasajeros será arrendado, 2 subcontratistas volarán las líneas. Amapola Flyg trabaja junto con la aerolínea sueca  Svenska Direktflyg al realizar la reserva, a través del sitio web, qué vuelos se pueden reservar. Los vuelos desde  Stockholm / Arlanda a través de  Lycksele a  Vilhelmina serán operados por la aerolínea danesa Danish Air Transport (DAT) con un ATR 42 con 48 asientos y los vuelos desde  Estocolmo / Arlanda a través de  Kramfors a  Hemavan serán operados por los polacos aerolínea SprintAir con un Saab 340.

## Flota
La flota de Amapola Flyg consta de los siguientes aviones (a partir de octubre de 2023):
La flota de la Aerolínea posee a octubre de 2023 una edad media de 33,3 años.